# Hopfner HS-10/32
Hopfner HS-10/32 byl malý dvoumístný sportovně-turistický letoun vyráběný rakouskou společností Flugzeugbau Hopfner GmbH na počátku 30. let. 20. století. Hopfner HS-10/32 (HS.1032) byl konvenční hornoplošník, vzpěrami vyztužený kabinový monoplán, odvozený od Hopfnerovy řady lehkých letounů typu parasol, která byla zahájena typem HS-5/28.

## Vznik a vývoj
Theodor Hopfner (Flugzeugbau Hopfner GmbH) v roce 1932 představil nový letoun, který typově vycházel z jeho cvičných víceúčelových letadel HS-5/28 a HS-8/29, ale konstrukčně se nejvíce podobal jeho malému dopravnímu letounu HV-6/28. První let nového stroje se uskutečnil v roce 1932. Celkem létaly dva letouny (včetně jednoho prototypu) pod označením HS-10/32. O rok později následovaly další dva, mírně upravené modely HS-10/33 (HS.1033). Jeden z těchto letounů byl zakoupen rakouským letectvem (oddíl protivzdušné obrany) a byl používán jako kurýrní stroj. Letouny HS-10/32 resp. HS-10/33 byly posledními typy v řadě HS. Vývoj dalších letounů Hopfner nasměřoval k víceúčelovým dopravním letounům HA.11/33, HV.12/34, HM.13/34 a HR.14/34. Společnost Hopfner zanikla v roce 1935, kdy byla převzata společností Hirtenberger Patronen, Zundhutchen und Metallwarenfabrik AG (q.v.).

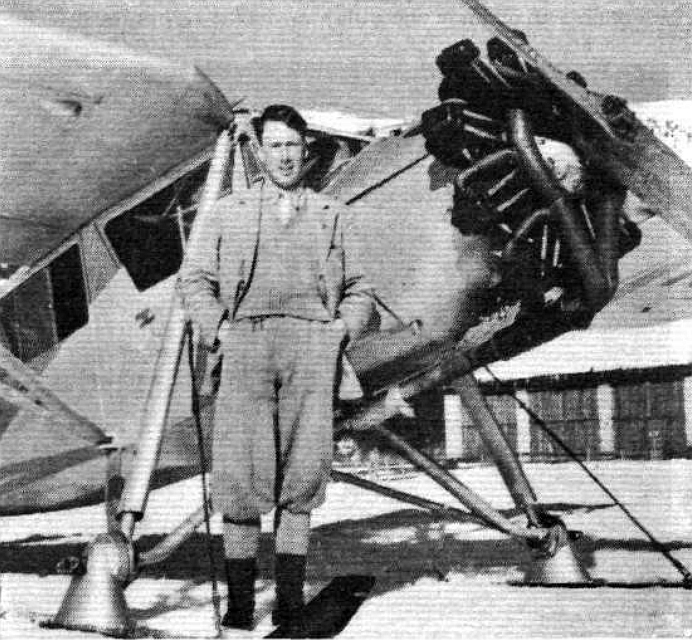
Hubert Kleinhaus (Hopfner HS-10/33 s motorem Walter Gemma)

## Popis letounu
První let prototypu letadla (A-130/OE-DGL) se uskutečnil v druhé polovině roku 1932. Letoun byl osazen sedmiválcovým hvězdicovým motorem Siemens & Halske Sh 14 o výkonu 125 koní (93 kW). Na těchto letounech byl použit i československý devítiválcový hvězdicový motor Walter Gemma (1933) a po přestavbě přídě letounu i invertní, řadový čtyřválec Walter Junior (1932).
Byl to konvenční hornoplošník s mohutnými vzpěrnými výztuhami křídla a s plně uzavřenou kabinou pouze pro 2 osoby (pilot a spolucestující). Letoun byl, stejně jako předchozí HS-5/28 a HV-6/28, smíšené konstrukce – křídla byla dřevěná, zatímco trup, kormidla a podvozek byly u ocelových trubek. Výrazněji se od svých vzorů odlišoval vzhledem podvozku, kdy obě kola byla opláštěna aerodynamickými kryty. Verze 10/33 Huberta Kleihause měla v zimním provozu místo kol "lyže".
Letoun s imatrikulací A-132, se kterou létal Richard Schonthal, byl přestavěn na použití řadového, invertního motoru Walter Junior o výkonu 105 k (77,2 kW) při 2000 ot/min. Letoun však 22.1.1934 havaroval. Nicméně magazín Flight ve svém srpnovém čísle (8.8.1935, č. 1389) oznámil, že pan Richard Schontal, který je od minulé sezóny držitelem klubové licence „A“ ve spojeném aeroklubu za hrabství Herst (Hertfordshire) a Essex, minulou středu doletěl z Rakouska v kabině svého monoplánu Hopfer.
Hopfnerův „Superfly“, jak býval označován letoun s imatrikulací A-131, neboli modernizovaná verze HS-10/33 z roku 1933 byla osazena hvězdicovým motorem Walter Gemma o výkonu 150 k (81,0 kW) při 1785 ot/min. S tímto strojem létal Hubert Kleinhaus.

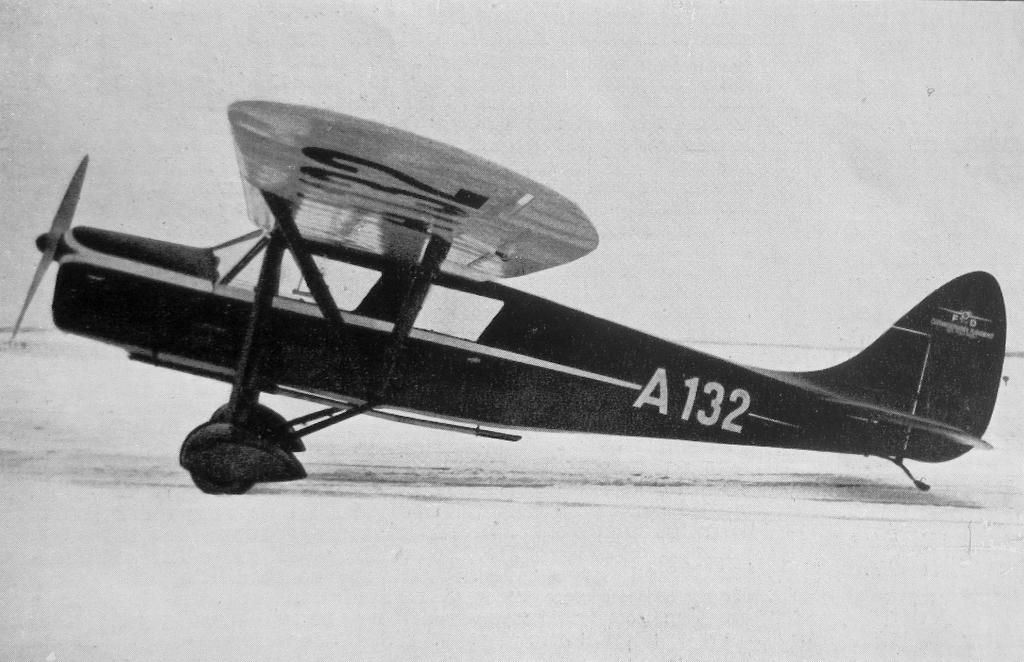
Hopfner HS-10/32 s motorem Walter Junior

## Použití
Byl vyrobeny čtyři letouny v provedení HS-10/32 vč. provedení HS-10/33. Do rakouského leteckého rejstříku byly zavedeny pod imatrikulacemi A-130 (OE-DGL), A-131, A-132 (OE-DIS) a HS-10/33 jako A-143 (OE-TKO). Rejstřík uvádí, že posledně jmenovaný letoun byl později označován jako typ HS-10/35. Jako uživatelé jsou uváděni Aero Club, Richard Schonthal a Luftschutzkommando (oddíl protivzdušné obrany).
Rakouský poštovní pilot Hubert Kleinhaus se naučil létat v Německu, kde absolvoval kurz akrobatického létání. V letních měsících i v zimě na svém HS-10/33 (A-131) létal z rakouského Kitzkeuhlu (Kitzbühel) a podle potřeby provozoval službu komerčních a zážitkových letů (joyride) do Svatého Mořice.

## Uživatelé
- Rakousko
  - Luftschutzkommando (oddíl protivzdušné obrany)

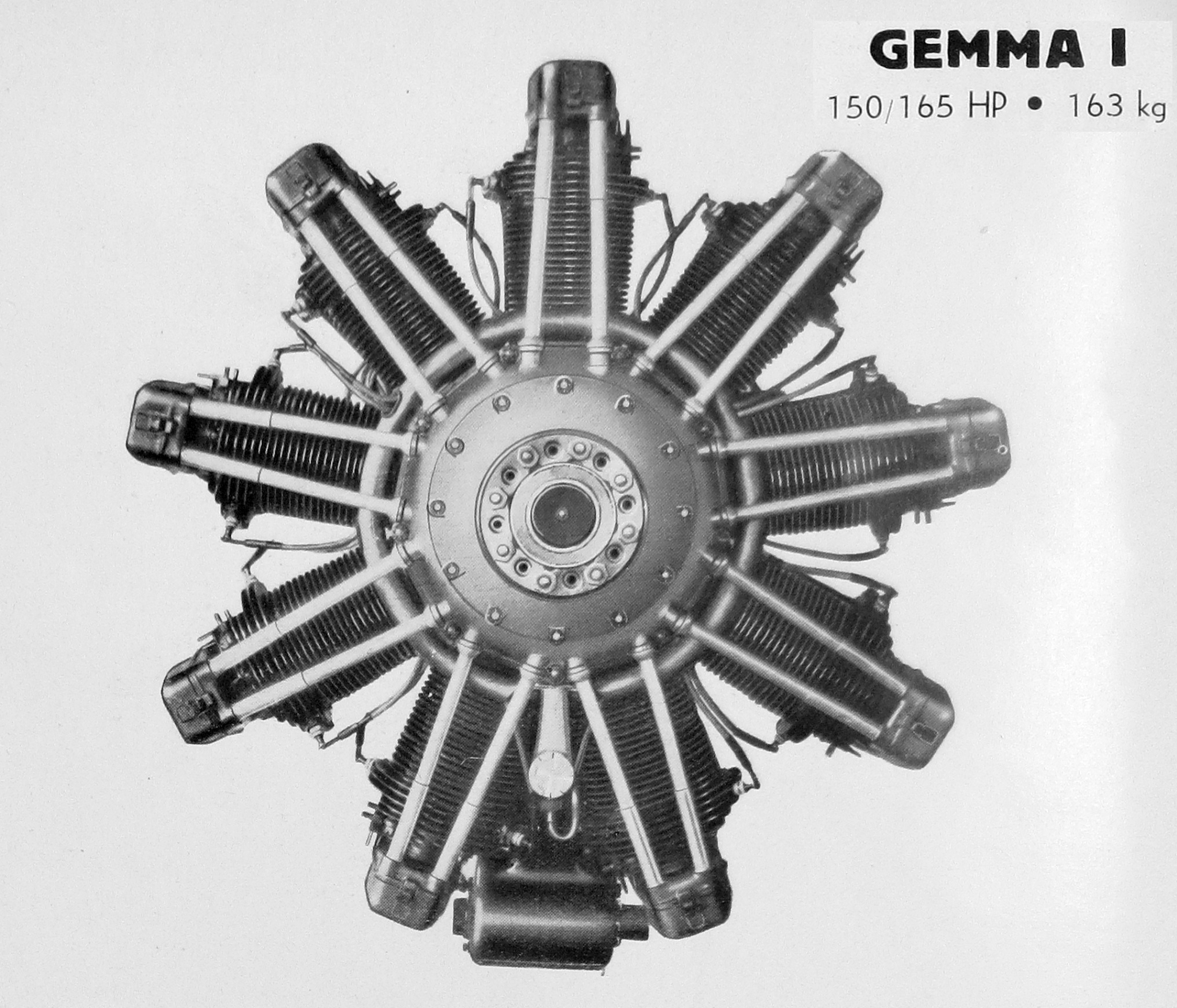
Walter Gemma (1933)

  - aerokluby, soukromí piloti

## Specifikace

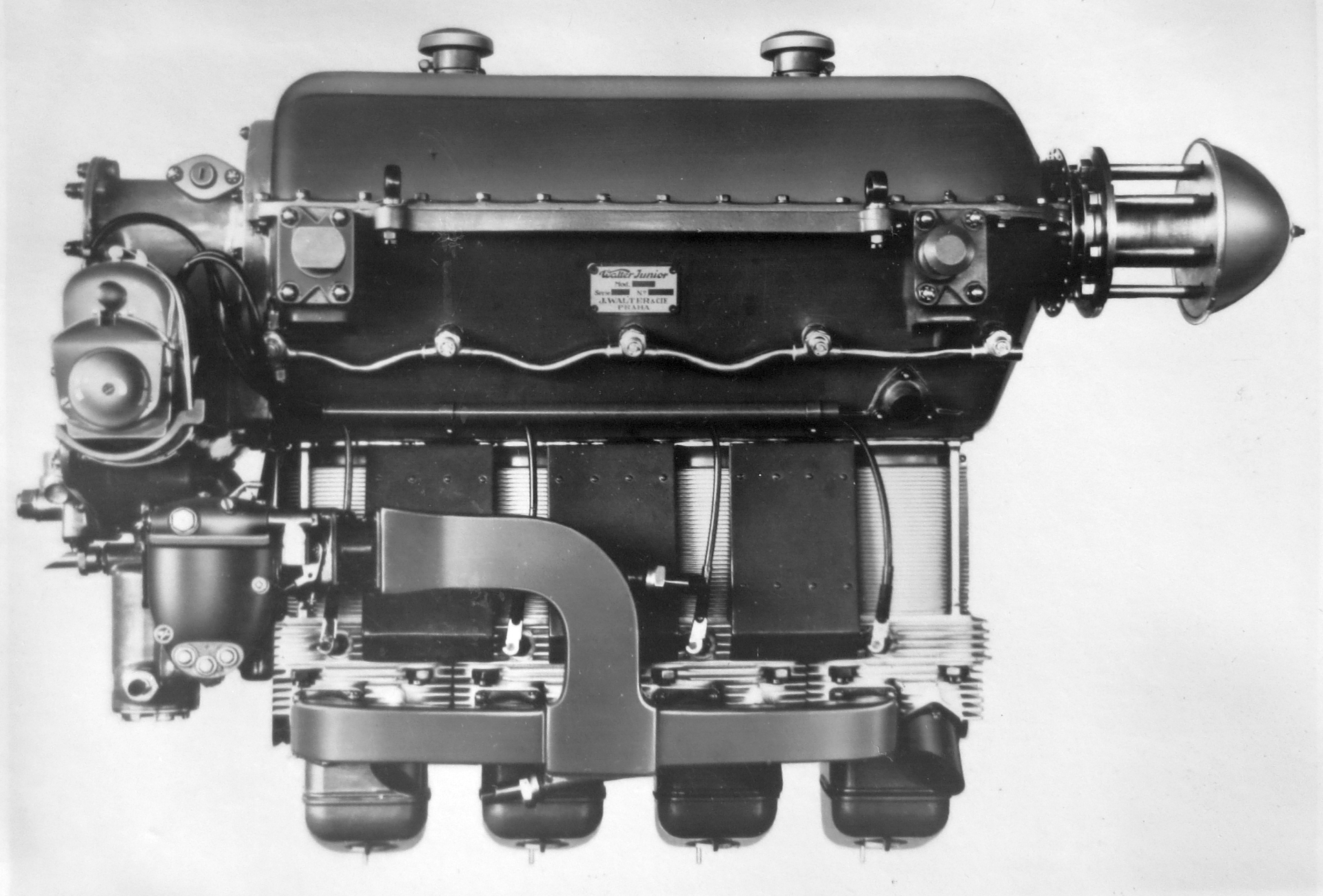
Walter Junior 4 (1932)

Údaje dle

### Technické údaje
- Posádka: 1 pilot
- Kapacita: 1 cestující
- Rozpětí: 10,96 m
- Délka: 8,02 m
- Výška: 2,39 m
- Nosná plocha: 18,0 m2
- Plošné zatížení: kg/m2
- Hmotnost prázdného letadla: 640 kg
- Vzletová hmotnost: 1 000 kg
- Pohonná jednotka:
  - hvězdicový vzduchem chlazený sedmiválcový motor Siemens & Halske Sh 14 o výkonu 125 koní (93 kW)
  - hvězdicový vzduchem chlazený devítiválcový motor Walter Gemma o výkonu 150 koní (110,3 kW)
  - řadový vzduchem chlazený invertní čtyřválcový motor Walter Junior o výkonu 105 k (77,2 kW)

- Vrtule: pevná dřevěná vrtule

### Výkony
- Maximální rychlost: 190 km/h
- Cestovní rychlost: 170 km/h
- Přistávací rychlost: km/h
- Praktický dostup: 4 500 m
- Dolet: 840 km